# Serie 900 de Euskotren
La Serie 900 «Bidaide» de Euskotren está constituida por 30 unidades eléctricas múltiples. Las tres primeras entraron en servicio en julio de 2011 y las últimas fueron entregadas a inicios de 2014. Las series 900 y 950 sustituyeron progresivamente a los trenes de las series 3500 y 200.

## Historia
En enero de 2009, Euskotren ajudicó a CAF la construcción de 27 EMUs con una inversión de 129 millones de euros, IVA excluido. Posteriormente, el contrato fue ampliado a 30 unidades por 201 millones de euros.
La primera unidad fue entregada el 16 de marzo de 2011. Fue probada en Durango antes de su primer viaje de prueba, el 21 de marzo, entre San Sebastián y Hendaya. Entró en servicio el 22 de julio en esa misma línea, la de mayor afluencia de Euskotren.

## Nombres
La serie 900, al igual que la 950, tiene el nombre propio genérico de Bidaide (compañero de camino en euskera). Cada unidad está bautizada con el nombre de una población en la que Euskotren presta servicio.